# Arichis II.
Arichis II. (auch Harichis, Arechis, Arechi, Aregis, Aretchis, Aragisus; * um 734; † 26. August 787) war von 758 bis 787 Herzog von Benevent.

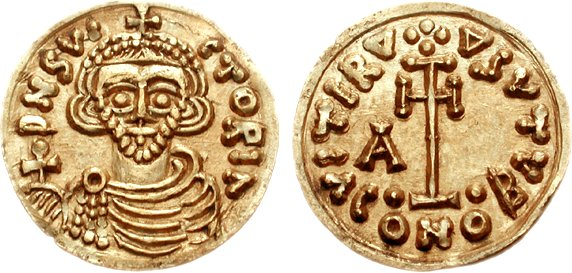
Tremissis des Arechis

## Leben

### Familie
Arichis’ Eltern sind unbekannt, doch stammt er möglicherweise von Arichis, dem dritten Sohn von Romuald I. von Benevent ab. Er hatte eine Schwester, die er im November 774 zur ersten Äbtissin des von ihm gestifteten Santa Sophia Klosters (Chiesa di Santa Sofia) in Benevent ernannte. Er war mit Adelperga, einer Tochter des Königs Desiderius verheiratet, mit der er fünf Kinder hatte:
1. Romuald (* 761/762; † 21. Juli 787; bestattet in der Kathedrale von Salerno)
2. Grimoald III. (* vor 773; † April 806; bestattet in der Kathedrale von Salerno), Nachfolger seines Vaters als dux gentis Langobardorum (Herzog der Langobarden)
3. Gisulf (*?; † vor 806; bestattet in der Kathedrale von Salerno)
4. Theoderada (*?; † nach Februar 788)
5. Adelchisa (* nach 773; † nach November 817), Äbtissin von San Salvatore d’Alife

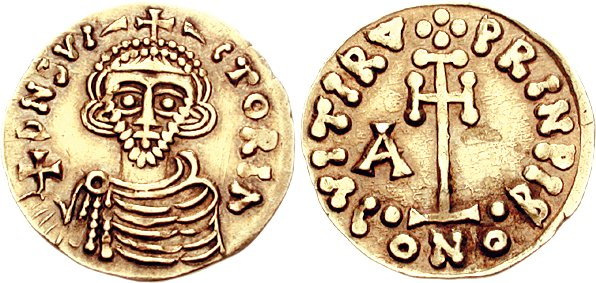
Tremissis des princeps Arechis
D N S VI CTORIL
VITIR PRINIPI

### Herrschaft
König Desiderius festigte seine Stellung im Langobardenreich, indem er 758 in das Dukat Spoleto einmarschierte, dux Alboin gefangen nahm und das Dukat zunächst nicht wieder vergab. Dux Liutprand von Benevent floh nach Otranto und Desiderius setzte Arichis II. in dessen Amt ein, dem er seine Tochter Adelperga zur Frau gab. Adelperga wurde von ihrem Lehrer Paulus Diaconus an den beneventinischen Hof begleitet. In seiner Herzogszeit vergrößerte und festigte er seine Herrschaft gegenüber Pavia, dem Papst, Neapel und Byzanz.
Nach der Eroberung des Langobardenreiches im Jahr 774 durch Karl den Großen schloss Arichis II. mit diesem ein Bündnis, das die fränkische Oberhoheit formell anerkannte. Doch blieb das Dukat Benevent unter Arichis II., der den Titel princeps annahm und seit 774 mit königsgleicher Macht regierte, selbstständig. Arichis nahm auch das bisher königliche Recht in Anspruch Gesetze zu erlassen und novellierte den Edictus Rothari. Arichis verstand sein Prinzipat als Fortsetzung des langobardischen Königtums und als Ausdruck seiner Unabhängigkeit. In der Darstellung seines Herrschertums folgte Arichis überwiegend byzantinischen Vorbildern. In kultureller Hinsicht bildete Arichis Herrschaft einen Höhepunkt der beneventischen Geschichte: Künste und Bildung blühten auf. Königin Adelperga war für ihre Kenntnisse in Philosophie, Poesie, Geschichte und Exegese bekannt.

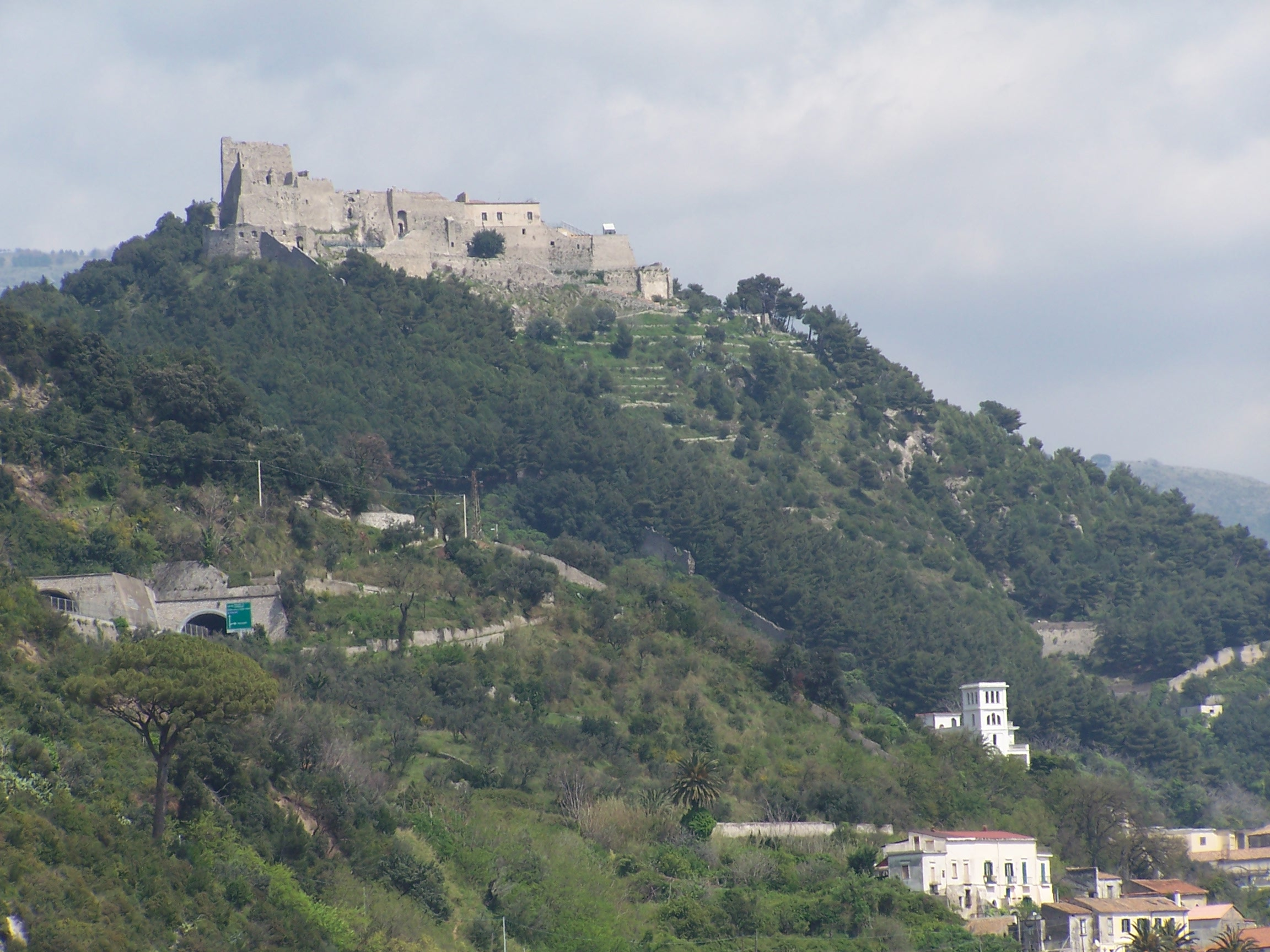
Ruinen des Castello di Arechi in Salerno

Auf Grund der fränkisch-byzantinischen Allianz betrieb Arichis nach 780 eine vorsichtige Politik gegenüber Papst Hadrian I. und Karl dem Großen. Er ließ einen Palast in Salerno errichten und die Befestigungen der Stadt ausbauen. Um 787 griff er das byzantinische Kastell Amalfi an, zog sich aber zurück, als Hilfstruppen aus Neapel kamen, und schloss Frieden. Er sandte seinen Sohn Romuald mit Geschenken zu Karl dem Großen, der in Rom weilte, um seine Bündnistreue zu den Franken zu bekräftigen. Wahrscheinlich auf Betreiben Papst Hadrians I. nahm Karl Romuald als Geisel und marschierte nach Capua ins Benevent ein, während sich Arichis ins stark befestigte Salerno zurückzog. Arichis sandte seinen Sohn Grimoald zu Karl und konnte dadurch einen Friedensvertrag aushandeln, der einen persönlichen Treueid und einen jährlichen Tribut von 7000 solidi vorsah. Die Städte Arce, Aquino, Arpino, Sora, Teano und Capua sollten an den Kirchenstaat abgetreten werden, wodurch Rom und Neapel mittels eines breiten „Korridors“ verbunden würden. Grimoald III. folgte als Geisel seines Vaters Karl dem Großen ins Frankenreich, während Romuald freigelassen wurde. Die fränkisch-byzantinische Allianz war beendet und so übergab Arichis die Städte nicht an den Papst, sondern soll stattdessen ein Bündnis mit Byzanz und seinem dort im Exil lebenden Schwager Adelchis geschlossen haben.
Arichis starb am 26. August 787, kurz vor dem Eintreffen einer Gesandtschaft der Kaiserin Irene, die ihm den Titel eines Patrikios verleihen sollte. Er wurde in der Kathedrale von Salerno bestattet. Solange Karl der Große zögerte Grimoald III. aus der Geiselhaft nach Benevent zu entlassen, übernahm Adelperga für einige Monate die Regentschaft, bis Grimoald III. Herzog von Benevent und Salerno wurde.